# Rinorea convallarioides
Rinorea convallarioides (Baker f.) Eyles – gatunek roślin z rodziny fiołkowatych (Violaceae). Występuje naturalnie w Zimbabwe, Mozambiku oraz Malawi. 

## Morfologia
PokrójZimozielone drzewo lub krzew. Dorastające do 1,5–7 m wysokości.
LiścieBlaszka liściowa jest nieco skórzasta i ma eliptyczny lub podługowaty kształt. Mierzy 4–7 cm długości oraz 1,5–4 cm szerokości, jest niemal całobrzega lub ząbkowana na brzegu, ma klinową nasadę i spiczasty lub ostry wierzchołek. Przylistki są trójkątne i osiągają 3–4 mm długości. Ogonek liściowy jest nagi i ma 2–4 mm długości.
KwiatyZebrane po 5–10 w gronach wyrastających z kątów pędów. Mają działki kielicha o owalnym kształcie i dorastające do 1–2 mm długości. Płatki są od owalnie podługowatych do owalnie lancetowatych, mają białą barwę oraz 5–7 mm długości.
OwocePotrójnie klapowane torebki mierzące 13 mm długości.

## Biologia i ekologia
Rośnie w lasach i zaroślach. 

## Zmienność
W obrębie tego gatunku oprócz podgatunku nominatywnego wyróżniono dwa podgatunki:
- R. convallarioides subsp. marsabitensis Grey-Wilson
- R. convallarioides subsp. occidentalis Grey-Wilson